# Ыдарай, Николай Васильевич
Николай Васильевич Ыдарай (настоящая фамилия — Васильев; чув. Николай Васильевич Ыдарай,10 января 1925, дер. Полевые Яуши, Батыревский уезд, Чувашской автономной области, РСФСР (ныне Комсомольский район (Чувашия)) — 1 января 2005, Новочебоксарск, Чувашия) — чувашский и советский писатель

, поэт, фольклорист, член Союза писателей России (1994).

## Биография
Участник Великой Отечественной войны. После окончания школы в 1943 году был призван в РККА, участвовал в боях до 1945 года. В 1946 году демобилизовался из армии и вернулся на родину.
Работал старшим инспектором райсобеса Комсомольского райисполкома (1946—1947), затем год — воспитателем Ново-Изамбаевского детского дома, в 1948—1949 годах — учительствовал. В 1949—1950 годах заведовал сельским клубом в Комсомольском районе.
В 1950 году переехал в Казань. В 1954—1972 годах работал токарем на Казанском моторостроительном заводе. Без отрыва от производства окончил в 1960 году заочное отделение Казанского государственного педагогического института. С 1972 по 1974 год работал на Казанском заводе радиокомпонентов, а с 1974 по 1983 год — художником-оформителем Казанского ПО пассажирского автотранспорта.

## Творчество
Н. Ыдарай — детский поэт, прозаик и сатирик, автор книг для детей и юношества, стихов и колыбельных песен, пьес для кукольных театров.
Первые стихи опубликовал ещё до войны. Первую книгу басен выпустил в 1958 г. Основные издания Н. В. Васильева (Ыдарай): «Чěрěлěх» (Живинка, 1981), «Азбука для детей» (1991), «Алфавит — асăма вит» (1998), «Тěрлě тěрленчěк — ылтăн тěпренчěк» (2007) и др.

## Избранные произведения
- «Юптарусем» (Басни, 1958),
- «Чĕрĕлĕх» (Живинка, 1981),
- «Скрытки» (1985),
- «Айпиге» (1987),
- «Сăпка юррисем» (1989),
- «Книжка для малышей» (1990),
- «Азбуки — ăс пуххи» (Азбука — начало знаний, 1997),
- «Алфавит — асăма вит» (Алфавит — забавный вид, 1998),
- «Тĕрлĕ тĕрленчĕк — ылтăн тĕпренчĕк» (Во дворце мудрых изречений, 2007) и др.

Будучи внештатным научным сотрудником отдела литературы и фольклора Научно-исследовательского института при Совете Министров Чувашской АССР с августа 1961 по март 1980 года, выезжал в разные области и республики СССР для сбора чувашского фольклора. Им были собраны несколько томов народных и чувашских пословиц, поговорок и песен.

## Награды
- Медаль «За победу над Германией в Великой Отечественной войне 1941-1945 гг.»,
- почётные грамоты и благодарности Союза писателей СССР, Союза профессиональных писателей Чувашии, Чувашского обкома ВЛКСМ, Чувашского республиканского комитета ЛКСМ РСФСР, редакций журналов и библиотек.
- Диплом Чувашской литературной премии «Пюрнеске» (1994).